# Бончаль-Гурни
Бончаль-Гурни (пол. Bączal Górny) — село в Польщі, у гміні Сколишин Ясельського повіту Підкарпатського воєводства.
Населення — 618 осіб (2011).
У 1975—1998 роках село належало до Кросненського воєводства.

## Географія
Селом протікає річка Млинувка.

## Демографія
Демографічна структура станом на 31 березня 2011 року:
|          | Загалом | Допрацездатний вік | Працездатний вік | Постпрацездатний вік |
| -------- | ------- | ------------------ | ---------------- | -------------------- |
| Чоловіки | 315     | 69                 | 211              | 35                   |
| Жінки    | 303     | 61                 | 171              | 71                   |
| Разом    | 618     | 130                | 382              | 106                  |